# Назарова Людмила Олександрівна
Назарова Людмила Олександрівна (нар. 14 травня 1938, Вологда, РСФСР) — українська математикиня, що спеціалізується на лінійній алгебрі та теорії представлень.

## Дослідження
Разом зі своїм чоловіком, Андрієм Володимировичем Ройтером, Назарова заснувала теорію представлень і диференціювання частково впорядкованих множин, розв'язала другу гіпотезу Брауера-Тралла, довівши теорему Назарової-Ройтера. Її дослідження також включало новаторську роботу про представлення сагайдаків і дику проблему у матричній класифікації.

## Освіта і кар'єра
Людмила Назарова народилася в родині математика Олександра Назарова. Назарова здобула вищу освіту в Київському національному університеті імені Тараса Шевченка, де познайомилася з Ройтером. Разом вони перевелися до Ленінградського державного університету, де Назарова захистила докторську дисертацію, керівником роботи був Дмитро Фадєєв. Вони повернулися до Києва, і Назарова стала науковим співробітником Інституту математики Академії наук УРСР, нині Національна академія наук України. Працювала в Інституті математики у відділі алгебри і топології. Тепер вона на пенсії.

## Вибрані видання
1. Назарова, Л. А.; Ройтер, А. В. (1972) «Представлення частково впорядкованих множин». Записки наукових семінарів Ленінградського відділення математичного інституту ім. В. А. Стєклова Академії наук СРСР, 28: 5-31, MR 0340121
2. Назарова, Л. А.; Ройтер, А. В. (1973) Категорійні матричні задачі та задача Брауера-Тралла, Київ: Наукова думка, MR 0412233
3. Назарова, Л. А. (1973) «Представлення сагайдаків нескінченного типу», Известия Академии наук СССР, 37 (4): 752—791, Bibcode:1973IzMat…7..749N, doi:10.1070/IM1973v007n04ABEH001975, MR 0338018
4. Назарова, Л. А. (1974) «Представлення частково впорядкованих множин нескінченного типу», Функціональний аналіз та його застосування, 8 (4): 93-94, MR 0354455